# Cryptogramma
Cryptogramma es un género de helechos perteneciente a la familia Pteridaceae.  Consta de unas 10 especies que viven en las zonas templadas del hemisferio norte.
Este género tiene dos tipos de hojas muy diferentes. Las hojas fértiles llevan los esporangios distribuidos en segmentos estrechos, se pueden curvar formando un soro. Las hojas no fértiles tienen segmentos más anchos y parecen las hojas del perejil.
Crecen en zonas rocosas.

## Taxonomía
Cryptogramma fue descrito por Robert Brown y publicado en Narrative of a Journey to the Shores of the Polar Sea 767, en el año 1823. La especie tipo es: Cryptogramma acrostichoides R. Br. 
Etimología
Cryptográmma: nombre genérico que deriva del griego kryptós = oculto; y grammé = "línea". La línea de soros está cubierta por el margen revoluto de la fronde.

## Especies aceptadas
- Cryptogramma acrostichoides R. Br.
- Cryptogramma anomophyllum (Zenker) Fraser-Jenk.
- Cryptogramma brunoniana Wall. ex Hook. & Grev.
- Cryptogramma crispa (L.) R. Br. ex Hook.
- Cryptogramma emeiensis Ching & K.H. Hsing
- Cryptogramma gracilis (Michx.) Clute
- Cryptogramma raddeana Fomin
- Cryptogramma shensiensis Ching
- Cryptogramma sitchensis (Rupr.) T. Moore
- Cryptogramma stelleri (S.G. Gmel.) Prantl